# 공손혼야
공손혼야(公孫昆邪 또는 公孫渾邪, ? ~ ?)는 전한 전기의 관료이자 학자로, 북지군 의거현(義渠縣) 사람이다.

## 행적
문제 때 농서수를 지냈다.
경제 3년(기원전 154년), 오왕·초왕을 비롯한 일곱 제후왕이 연합하여 반란을 일으켰다(오초칠국의 난). 농서수 공손혼야는 장군이 되어 진압에 나섰고, 진압 후 공적을 인정받아 평곡후(平曲侯)에 봉해졌다. 이후 관직이 전속국에 이르렀으나, 중4년(기원전 146년) 죄를 지어 작위가 박탈되었다. 음양가 관련 저술로 15편이 있었으나, 현전하지 않는다.
자손 공손하는 태복·승상을 지냈다.

## 출전
- 사마천, 《사기》
  - 권19 혜경간후자연표
  - 권109 이장군열전
- 반고, 《한서》
  - 권17 경무소선원성공신표
  - 권30 예문지
  - 권54 이광소건전
  - 권66 공손유전왕양채진정전